# Colin Campbell (géologue)
Pour les articles homonymes, voir Colin Campbell et Campbell.
Colin J. Campbell, né le 24 juillet 1931 à Berlin et mort le 13 novembre 2022, est un géologue britannique, spécialiste de la prospection du pétrole.

## Activités professionnelles
Colin Campbell a été parmi les premiers, en 1998 avec Jean Laherrère, à attirer l'attention sur l'épuisement des réserves de pétrole, en particulier lié à la fin de la découverte de nouveaux gisements, et qui conduiront inévitablement à la déplétion après le pic pétrolier,.
Il est le fondateur de l'Association for the Study of Peak Oil and Gas (ASPO) et, à ce titre, à l'origine du protocole de Rimini en 2003. Il a effectué plusieurs prévisions sur la date du pic pétrolier, qu'il situait vers 2010, puis 2007.

« Comprendre le déclin pétrolier est simple. Pensez à un pub irlandais. Au départ le verre est plein, et à la fin il est vide. Simplement à l'approche de la fermeture du pub, il y a beaucoup plus de verres. C'est la même chose avec du pétrole. Nous devons trouver le seuil avant que nous puissions boire ce qu'il y a dedans. »

## Filmographie
En 2011, il participe en tant qu'expert au film documentaire Zeitgeist: Moving Forward du réalisateur américain Peter Joseph.

## Publication
- Campbell's Atlas of Oil and Gas Depletion, Springer Science & Business Media, 2013  (ISBN 9781461435761)